# Petre Moldoveanu
Petre Moldoveanu (Bucarest, 24 giugno 1925 – Bucarest, 2005) è stato un allenatore di calcio e calciatore rumeno, di ruolo attaccante.

## Palmarès

### Giocatore

#### Competizioni nazionali
- Campionato rumeno: 3

Steaua Bucarest: 1951, 1952, 1953
- Coppa di Romania: 4

Steaua Bucarest: 1948-1949, 1950, 1951, 1952

### Allenatore

#### Competizioni nazionali
- Campionato guineano: 3

Hafia: 1975, 1976, 1977
- Seconda divisione rumena: 2

U Cluj: 1978-1979
Progresul Bucarest: 1979-1980

#### Competizioni internazionali
- Coppa dei Campioni d'Africa: 1

Hafia: 1975